# MV Agusta tre cilindri
La MV Agusta tre cilindri (chiamata anche 3 cilindri o 3C) sono una serie di motociclette da competizione prodotte dalla casa motociclistica italiana MV Agusta nella seconda metà degli anni sessanta.

## Contesto

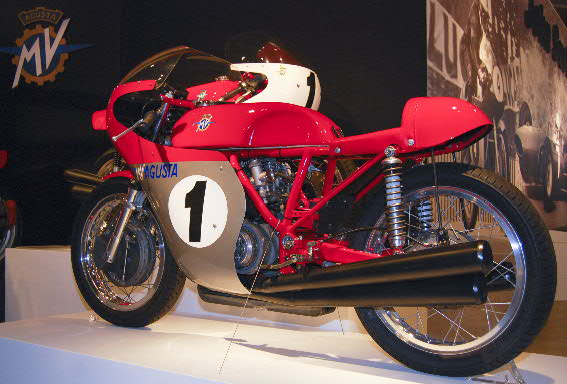
Posteriore di una 500 tre cilindri

La supremazia nel motomondiale della MV Agusta che, nel triennio 1958-1960, le aveva consentito di accaparrarsi i titoli costruttori e piloti delle classi 125, 250, 350 e 500, andava via via sgretolandosi, dopo l'arrivo della case giapponesi Honda e Suzuki. L'iniziale strategia della casa varesina, per limitare il danno d'immagine, fu l'abbandono delle classi minori, ma nel 1962 la Honda conquistò il suo primo campionato nella classe 350, ripetendosi nel biennio successivo e iniziando a prepararsi per la scalata alla classe regina. Le potenzialità di sviluppo del motore 500 a 4 cilindri progettato nel 1949 dall'Ing. Piero Remor con trasmissione finale "cardano" e rivisto nel 1952 con la nuova disposizione del cambio e catena in trazione motore/ruota erano ormai minimali. Domenico Agusta decise alla fine stagione 1963 di progettare un nuovo propulsore a tre cilindri con una cilindrata di 350 cm³. Le linee guida del nuovo motore furono dettate da Domenico Agusta non su base strettamente tecnica ma utilizzando soluzioni già collaudate per risparmiare sui tempi di sviluppo.

## Storia
L'incarico venne affidato al Direttore dell'Ufficio Tecnico Sig. Mario Rossi coadiuvato da Arturo Magni, responsabile del reparto corse, i quali approntarono i disegni del motore nel gennaio 1964. Questo era lo schema del progetto:
- gruppo albero motore della 500 quattro cilindri
- testate a due valvole con molle a spillo
- cartella della distribuzione laterale
- accensione a puntine
- frizione a secco
- cambio a 7 marce sfilabile

I primi collaudi al banco evidenziarono la fragilità di alcune scelte nella distribuzione che furono ovviate adottando una testata a 4 valvole anziché 2, comandate da molle elicoidali.
La leggenda vuole che il prototipo della "350" sia stato terminato nell'agosto 1964. Il conte Agusta ne venne informato durante il suo soggiorno estivo a Venezia e ordinò che gli fosse portata per la visione. Secondo questa versione, fu proprio sulla spiaggia del Lido che la progenitrice delle tricilindriche MV venne per la prima volta messa in moto, tra lo stupore degli aristocratici villeggianti. Nell'occasione, sembra che Domenico Agusta abbia comunicato a Magni la decisione di far sviluppare la moto ad un pilota italiano, chiedendogli di proporlo. Su consiglio dell'amico Ubbiali, Magni contattò un giovane pilota con poca esperienza nel motomondiale e lo propose al patron che confermò la candidatura: era Giacomo Agostini.
Il delicato lavoro di sviluppo cominciò sul finire del 1964, indirizzato alla sola versione dotata di motore da 350 cm³. Ne risultò una moto che rispetto alla quattro cilindri, era più maneggevole, leggera e grazie all'ingombro minore del motore tre cilindri, molto più aerodinamica. L'instancabile lavoro di collaudo effettuato da Agostini, supportato dalla Direzione Tecnica e dallo staff del reparto corse, portarono ad avere la moto pronta per la successiva stagione.
La MV Agusta 350 3C GP fece il suo esordio al Gran Premio della Germania Ovest al Nürburgring, seconda gara della stagione 1965, guidata da Giacomo Agostini; si rivelò immediatamente una moto riuscita, ottenendo la vittoria nella gara e conquistando il 2º posto in classifica del campionato mondiale.
Venne quindi deciso di aumentarne la cilindrata a 500 cm³ per il 1966. Il progetto era guidato dall'Ing. Mario Rossi mentre lo sviluppo motoristico era guidato da Ruggero Mazza. Si decise di procedere per gradi e il primo passo fu portare la cilindrata a 400 cm³. Il prototipo scese in pista durante le prove del GP d'Olanda sul circuito di Assen, ottenendo l'immediata approvazione di Agostini.
Una seconda versione, di cilindrata nuovamente maggiorata a 420 cm³, debuttò in gara nel GP della Germania Est e fu la protagonista delle Vittorie nei Gp di Finlandia e d'Italia che consentirono ad Agostini di aggiudicarsi il titolo iridato nel 1966.
Agostini preferì sempre questa moto alla 500 4 cilindri e con essa conquistò 7 dei suoi 8 titoli mondiali in questa classe.